# Satz von Bochner-Minlos
Der Satz von Bochner-Minlos, benannt nach Salomon Bochner und Robert Adolfowitsch Minlos, macht eine Aussage über den Zusammenhang zwischen Wahrscheinlichkeitsmaßen und charakteristischen Funktionen auf nuklearen Räumen. Nach Aussage des Satzes existiert eine Eins-zu-eins-Verbindung zwischen beiden Konzepten, d. h. man kann zu jedem Wahrscheinlichkeitsmaß eine charakteristische Funktion berechnen, und umgekehrt erhält man aus jeder charakteristischen Funktion ein eindeutig bestimmtes Wahrscheinlichkeitsmaß. Beide Objekte sind durch eine Fouriertransformation miteinander verknüpft.
Der Satz ist eine Verallgemeinerung des Satzes von Bochner über charakteristische Funktionen auf {\displaystyle \mathbb {R} ^{d}}.

## Aussage des Satzes
Für jede charakteristische Funktion {\displaystyle \varphi :E\rightarrow \mathbb {C} } auf einem reellen nuklearen Raum {\displaystyle E} existiert ein Wahrscheinlichkeitsmaß {\displaystyle \nu }, so dass
{\displaystyle \varphi (\xi )=\int _{E^{\prime }}\exp(i\langle \xi ,x\rangle )d\nu (x),\quad \xi \in E}
ist. Umgekehrt ist die Fouriertransformierte eines Wahrscheinlichkeitsmaßes {\displaystyle \nu } auf {\displaystyle E^{\prime }} immer eine charakteristische Funktion auf {\displaystyle E}.
Hier sind {\displaystyle E^{\prime }} der starke Dualraum von {\displaystyle E} und {\displaystyle \langle \xi ,x\rangle } die duale Paarung.

## Beispiel
Betrachtet man im eindimensionalen Fall die Gaußfunktion
{\displaystyle x\mapsto \exp \left(-{\frac {1}{2}}x^{2}\right)}
als charakteristische Funktion, so ist das zugehörige Wahrscheinlichkeitsmaß {\displaystyle \nu } das Maß mit gaußscher Dichte
{\displaystyle d\nu (y)=\exp \left(-{\frac {1}{2}}y^{2}\right)dy}.
Dieses Ergebnis lässt sich für den unendlichdimensionalen Fall verallgemeinern. Der Schwartzraum {\displaystyle S(\mathbb {R} )} ist ein Beispiel für einen (unendlichdimensionalen) nuklearen Raum. Dort kann man die charakteristische Funktion
{\displaystyle \varphi :S(\mathbb {R} )\rightarrow \mathbb {R} ,\varphi (\xi )=\exp \left(-{\frac {1}{2}}\langle \xi ,\xi \rangle \right)}
definieren. Nach Aussage des Satzes gibt es dann ein Wahrscheinlichkeitsmaß {\displaystyle \mu } auf dem Raum der temperierten Distributionen mit den oben genannten Eigenschaften. Dieses Maß wird in der White Noise Analysis als White-Noise-Maß bezeichnet.

## Einzelnachweis
1. ↑  Obata, Nobuaki: White Noise Calculus and Fock Space, Springer, 1994, ISBN 978-3-540-57985-4, Abschnitt 1.5.